# Maximilian Lenz
Maximilian Lenz, född 4 oktober 1860 i Wien, död 19 maj 1948, var en österrikisk målare, grafiker och skulptör. Han utbildade sig vid Wiens Kunstgewerbeschule och Akademie der bildenden Künste Wien. På 1890-talet var han med i Gesellschaft bildender Künstler Österreichs, kallat Künstlerhaus efter dess byggnad. År 1897 lämnade han detta och var med och grundade Wiener Sezession. När Sezessionen upplöstes 1938 anslöt han åter till Kunstlerhaus. Hans mest betydande verk är från Sezessions första årtionde, där han företrädde den del av gruppen som hämtade inspiration från Prerafaeliterna. Efter 1910 övergick han till en naturalistisk stil som han dock ofta kombinerade med ett starkt symbolspråk. Han arbetade bland annat med måleri, litografi, mosaik och repoussering.